# غايل جاي فرتس
غايل جاي فرتس (بالإنجليزية: Gayle J. Fritz)‏ هي كاتبة تقنية وعالمة الإنسان أمريكية، ولدت في 1949 في دالاس في الولايات المتحدة.